# تشارلز كوغلان
تشارلز كوغلان هو سياسي جنوب أفريقي، ولد في 24 يونيو 1863 في كينغ ويليامز تاون ‏ في جنوب أفريقيا، وتوفي في 28 أغسطس 1927 في رودسيا الجنوبية بسبب أمراض دماغية وعائية. نشط حزبياً في Responsible Government Association ‏. وقد انتخب رئيس وزراء روديسيا ‏.